# Als geheilt entlassen
Als geheilt entlassen ist eine 1959 entstandene deutsche Filmkomödie mit Rififi-Anleihen von Géza von Cziffra. Das bewährte Kabarettisten- und Komiker-Duo der Adenauer-Jahre, Wolfgang Neuss und Wolfgang Müller, trat hier das letzte Mal vor Müllers Unfalltod 1960 gemeinsam vor die Kamera.

## Handlung
Pulle wird aus der Trinkerheilanstalt mit dem Gelöbnis der Besserung entlassen und von seinem Freund Kippe abgeholt. Die beiden schrägen Vögel brauchen nun natürlich Geld und haben schnell eine Bank im Blick. Die über der Bank gelegene Wohnung, von der man den Bruch starten will, wäre zwar ideal, dort wohnt aber ein Ehepaar Martens. Es will sich von den beiden Gaunern, die als Haustürvertreter auftreten, einfach nicht weglocken lassen, selbst als der geplante Urlaub ansteht. Denn die beiden in Hassliebe vereinten Helga und Erich können sich einfach nicht darüber einigen, ob sie sich scheiden lassen oder vielleicht doch lieber gemeinsam auf Reisen gehen sollen.
Um endlich freie Bahn zu bekommen, bleibt Pulle und Kippe nichts anderes übrig, als bei der zerrütteten Liebe mit allerlei skurrilen Einfällen den Eheberater zu geben, ehe sie endlich ihren großen Coup landen können. Schließlich kann es losgehen, und dank der flinken Finger von Pulle und Josef ist der Banktresor auch schnell geöffnet. Doch bekanntlich gedeiht Unrecht nicht gut … und so werden die beiden liebenswerten Panzerknackertrottel, ohne viel Widerstand zu leisten, von der Polizei verhaftet – hauptsächlich das Verdienst von Annettchen Köhler, der neugierigen alten Nachbarin des Ehepaar Martens. Auf dem Weg ins Revier halten Pulle und Kippe bereits Ausschau nach dem nächsten lohnenden Projekt für einen Bruch.

## Produktionsnotizen
Als geheilt entlassen entstand im Herbst 1959 weitgehend im Studio in Hamburg und wurde am 2. Februar 1960 uraufgeführt.
Die Filmbauten entwarfen Mathias Matthies und Ellen Schmidt, die Kostüme stammen aus der Hand von Gyula Trebitschs Ehefrau Erna Sander. Die Liedtexte zu Michael Jarys Musik kamen von Tobby Lüth. Waldemar Frank war Produktionsleiter, Wolfgang Kühnlenz Aufnahmeleiter.

## Kritiken
„Mäßig unterhaltsame ‚Rififi‘-Parodie, deren Einfälle nicht für die volle Spielfilmdistanz ausreichen.“

Cinema nannte den Film anlässlich seiner Wiederaufführung 1985 eine „äußerst leichte Komödie“.